# Вишенка (Львовская область)
Вишенка (укр. Вишенька) — село в Мостисской городской общине Яворовского района Львовской области Украины.
Население по переписи 2001 года составляло 222 человека. Занимает площадь 0,598 км². Почтовый индекс — 81374. Телефонный код — 3234.